# Drosophila argenteifrons
Drosophila argenteifrons är en tvåvingeart som beskrevs av Wheeler 1954. Drosophila argenteifrons ingår i släktet Drosophila och familjen daggflugor.
Artens utbredningsområde är Mexiko och Panama.